# 金成徳
金 成徳（キム・ソンドク、朝鮮語: 김성덕）は、朝鮮民主主義人民共和国の軍人、政治家。護衛司令部指揮官、朝鮮労働党中央委員会委員。朝鮮人民軍における軍事称号（階級）は上将。

## 経歴
出生地や生年月日は不明。就任時期は不明であるが護衛司令部指揮官に任命され、2009年3月9日に実施された最高人民会議第12期代議員選挙で代議員に選出され、2010年4月23日に朝鮮人民軍上将に昇進した。同年9月28日に開催された朝鮮労働党第3回党代表者会で朝鮮労働党中央委員会委員に選出され、2011年12月17日に金正日総書記が死去した際には、国家葬儀委員会委員に選ばれた。
2014年3月9日に実施された最高人民会議第13期代議員選挙で代議員に選出され、12月1日に金正恩第一書記が護衛司令部傘下の第963軍部隊砲兵中隊を視察した際に出迎えた。2016年5月9日に開催された朝鮮労働党第7次大会で朝鮮労働党中央委員会委員に選出されたが、2019年3月10日に実施された最高人民会議第14期代議員選挙で選出されなかった。